# Rudisten
Die Rudisten (Hippuritoida) (von lateinisch rudus ‚Schutt‘) sind eine fossile Ordnung der Muscheln (Bivalvia) in der Unterklasse Heterodonta. Ihre Fossilien sind durch stark ungleichklappige und meist völlig aberrante Schalen gekennzeichnet. Der Fossilbericht der Rudisten setzt im Oberjura ein und reicht bis zur Kreide-Paläogen-Grenze vor 66 Mio. Jahren.

## Beschreibung
Die Gehäuse der typischen Rudisten sind ungleichklappig und mit einer Gehäusehälfte am Substrat angeheftet oder sie liegen auf dem Sediment. Die Gehäuse sind kelchartig mit einem Deckel oder spiralig gewunden mit kleinerer „Deckelklappe“. Die Schalen sind meist außergewöhnlich dick und oft mit Längskanälen und Hohlräumen durchzogen. Die äußere Schalenlage besteht aus dem Mineral Kalzit, während die innere Lage aragonitisch ist. Durch das gute Erhaltungspotenzial von Kalzit (im Vergleich zu Aragonit, der eine deutlich bessere chemische Löslichkeit hat) haben die Rudisten einen sehr reichen Fossilbericht; allerdings häufig nur in zerbrochenem Zustand in Trümmerkalken, daher die Herleitung des Namens vom lateinischen Wort rudus für „Schutt“. Das Schloss, ursprünglich heterodont, ist stark umgestaltet (pachydont), und weist nur noch einen oder zwei Hauptzähne auf. Das Schlossband (Ligament) ist ebenfalls stark verändert.

## Lebensweise
Aufgrund ihrer sessilen Lebensweise im warmen, flachen Wasser wird angenommen, dass sie, wie die heutigen Riesenmuscheln, in Symbiose mit Zooxanthellen (Photosynthese-betreibenden Bakterien oder einzelligen Algen) lebten.
In der Kreidezeit waren Rudisten als riffbildende Organismen sehr bedeutend. Die aus ihren Schalen entstandenen biogenen Sedimentgesteine können aufgrund ihrer hohen Porosität bedeutsame Erdöl-Speichergesteine darstellen (etwa in den Rudistenriffen auf der Arabischen Halbinsel).

## Systematik
Die Ordnung Hippuritoida (Rudisten) enthält nur die Überfamilie
- Hippuritoidea Gray, 1848 („echte“ Rudisten). Die Rudisten sind, mit Ausnahme der letzten Familie, jeweils mit der rechten Klappe am Substrat angeheftet.
  - Diceratidae Dall, 1895
  - Hippuritidae Gray, 1848
  - Monopleuridae Munier-Chalmas, 1873
  - Radiolitidae Gray, 1848
  - Caprinidae d´Orbigny, 1850
  - Polyconitidae Mac Gillavry, 1937
  - Plagioptychidae Douvillé, 1888
  - Ichthyosarcolitidae Douvillé, 1887
  - Antillocaprinidae Mac Gillavry 1937
  - Dictyoptychidae Skelton in Skelton & Benton, 1993
  - Caprotinidae Gray, 1848
  - Requieniidae Douvillé, 1919 (diese Familie ist mit der linken Klappe an das Substrat angeheftet).

Von manchen Autoren wird auch noch die Überfamilie Megalodontoidea Morris & Lycett, 1853 zu den Rudisten gestellt.